# Арктика (криголам типу ЛК-60Я)
Російський атомний криголам типу ЛК-60Я.
Головний універсальний атомний криголам проекту 22220. Після введення в експлуатацію він стане найбільшим і найпотужнішим атомним криголамом у світі. Знаходиться на етапі приймання замовником.
Атомохід названий на честь легендарного криголама «Арктика», що став першим в історії судном, яке досягло Північного полюса в надводному положенні. 
Вартість проєкту в цілому становить $467000. Будується АТ «Балтійський завод» на замовлення Держкорпорації «Росатом».
«Арктика» призначена для самостійної проводки суден в тому числі великотоннажних, головування караванів в Західному районі Арктики вздовж Північного морського шляху. Двохосадочна конструкція судна дозволяє використовувати його як в арктичних водах, так і в гирлах полярних річок, зокрема на мілководних ділянках Єнісею (Дудинський напрямок і Обської губи).

### Криголами проєкту 22220
Криголам «Арктика»  є першим з 7 суден, що будуються на АТ «Балтійський завод» в Санкт-Петербурзі, та оснащені двома ядерними реакторами сумарною потужністю 60 МВт. Разом сім криголамів класу «Арктика» забезпечуватимуть криголамне обслуговування ПМШ для забезпечення цілорічної навігації на західних ділянках маршруту. Перший, другий і третій криголами типу «Арктика», «Сибір» і «Урал», експлуатуються. 26 травня 2020 року на заводі «Балтійський завод» (входить до складу Об'єднаної суднобудівної корпорації) відбулася церемонія закладки кіля третього серійного криголама проекту 22220 (четвертого з головним судном). Зараз на добудовній набережній Балтійського заводу йде будівництво трьох атомних криголамів проєкту 22220 потужністю 60 МВт: «Якутія», «Чукотка» та «Ленінград».  

### Історія будівництва
- Закладка «Арктики» відбулася 5 листопада 2013 року, спуск на воду - 16 червня 2016 року.[2]
- Влітку 2020 року криголам успішно завершив другий етап ходових випробувань у Фінській затоці та Балтійському морі, які тривали майже три місяці й завершилися 16 вересня. За цей час фахівці перевірили роботу механізмів і обладнання атомохода, протестували електроенергетичну систему в ходових умовах і маневрові характеристики судна при різних варіантах осадки.
- 22 вересня 2020 року — головний криголам проєкту 22220 "Арктика" відправився на льодові випробування в напрямку порту приписки Мурманськ. Судно спустив на воду його виробник, АТ "Балтійський завод". Льодові випробування проводяться до підписання приймального акта за рішенням замовника судна. Уже за місяць документ повинен бути підписаний і будівництво офіційно завершиться. На початку наступного місяця судно прийде до Мурманська. Під час переходу творці перевірять його здатність працювати в льодових умовах. Корабель буде переданий ФГУП "Атомфлот" з обмеженням потужності на гребних валах до 50 МВт (на 10 МВт нижче проєктної). Зняти цей ліміт планується у 2021 році. [3]
- 3 жовтня в ході перевірки в льодових умовах криголам у світі «Арктика» досяг Північного полюса. На своєму шляху «Арктика» зіткнулася з товщиною льоду, що досягає трьох метрів. Обидва реактори працювали без збоїв. [Архівовано 5 листопада 2020 у Wayback Machine.]
- 21 жовтня головний універсальний атомний криголам "Арктика" був офіційно введений в експлуатацію й увійшов до складу атомного флоту. [Архівовано 30 липня 2021 у Wayback Machine.]
- 14 листопада головний універсальний атомний криголам "Арктика" відправився з порту Мурманськ у свій перший робочий рейс - проведення суховантажу «Сяйво Півночі» до входу в Обську губу в російській Арктиці.  [Архівовано 30 липня 2021 у Wayback Machine.]

### Загальні характеристики судна
- Довжина - 173,3 метра (160 метрів за КВЛ);
- Ширина - 34 метри (33 метри за КВЛ);
- Висота - 15,2 метра.
- Потужність - 60 МВт (на валах);
- Швидкість ходу - 22 вузли (по чистій воді),
- Осадка - 10,5 метра  (повна по КВЛ); 9,03 м (мінімальна робоча).
- Максимальна кригопрохідність - 2,9 метра;
- Водотоннажність - 33 540 тонн;
- Розрахунковий термін служби - 40 років.
- Чисельність екіпажу - 53 людини.[4]

### Технічний опис
Технічний проєкт атомохода розроблений ЦКБ «Айсберг» у 2009 році. Криголам оснащений двохреакторною енергетичною установкою з основним джерелом пара від реакторів нового покоління «РИТМ-200» потужністю 175 МВт. Це розробка одного з найстаріших конструкторських бюро атомної галузі - «ОКБМ Афрікантов» (Нижній Новгород, входить до складу АТ «Атоменергомаш»). Вона була спроєктована на основі досвіду створення та експлуатації реакторних установок атомних криголамів з урахуванням сучасних тенденцій розвитку світової атомної енергетики. Двохреакторна установка з реакторами тепловою потужністю 175 мегаватів кожен.
«РИТМ-200» майже у два рази легше і компактніше, відповідно дешевше за матеріаломісткістю і займає менше місця на судні, а отже є економічно ефективнішим. Конструктивно таке рішення досягається завдяки тому, що парогенератори, які раніше перебували поза реактора, тепер розташовуються безпосередньо в ньому (інтегральне компонування).